# Hudební směr
Hudebním směrem rozumíme hudební sloh, který je na rozdíl od hudebního stylu buď součástí široce akceptovaného uměleckého hnutí nebo je typický pro příslušné dějinné období. Znamená to tedy, že jeho formální i obsahové atributy se projevují podobně i v dalších druzích umění, ať již byly objeveny v kterémkoli z nich. 
Takovými příklady jsou třeba klasicismus, projevující se jak v hudbě, tak v architektuře či literatuře, impresionismus (malířství, hudba, poezie) či romantismus (malířství, hudba, literatura), atd.